# Steinkirchen (Dachau)
Der Weiler Steinkirchen ist ein Gemeindeteil der oberbayerischen Kreisstadt Dachau. Der kleine Ort liegt unmittelbar nördlich der Kernstadt auf einer Anhöhe über dem Webelsbach.

## Sehenswürdigkeiten

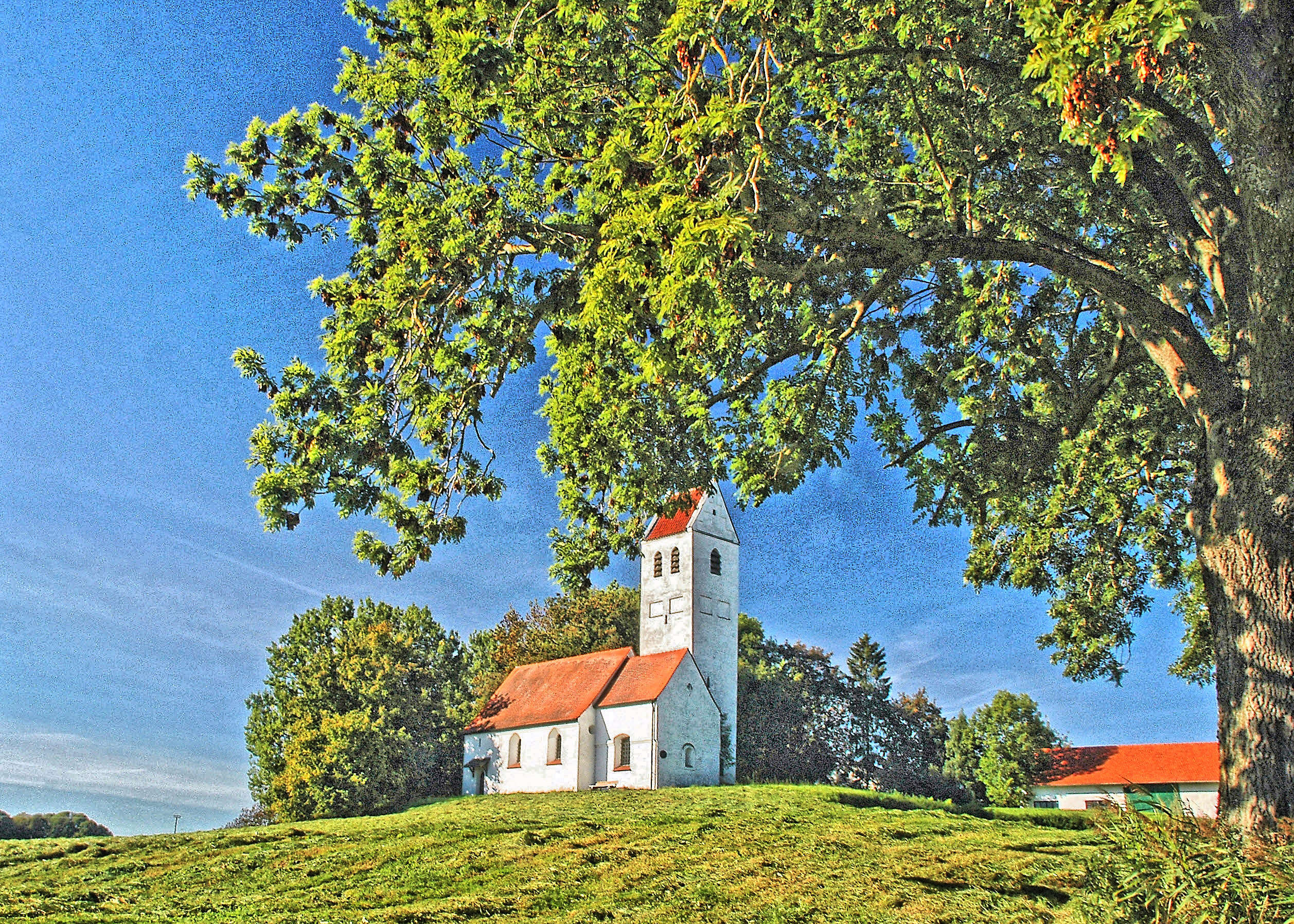
St. Stefan in Steinkirchen

St. Stephanus ist der Name der Filialkirche in Steinkirchen. 

## Bedeutung
Wohl kaum ein Ort in Dachau und dem Dachauer Land wurde so oft gemalt wie die kleine Kirche St. Stefanus in Steinkirchen. Sie liegt auf einer Anhöhe über dem Webelsbach. Kein Künstler der berühmten Künstlerkolonie Dachau versäumte es, mindestens einmal dieses Stück Dachauer Geschichte zu malen. Die Freilichtmaler der Künstlerkolonie Dachau liebten diesen Blick: von der sogenannten „Lange Gasse“, einem Feldweg in Etzenhausen im Nordwesten Dachaus über Steinkirchen auf die historische Dachauer Altstadt. Oberhalb von Steinkirchen, in einem Hain, befindet sich ein ausgezeichneter Aussichtspunkt auf das Land, Dachau und bei Föhn auf die Alpenkette.

## Geschichte
Erstmals erwähnt wurde der Ort wahrscheinlich in einer Urkunde vom 13. Februar 804 als „Steininchiricha“. Damals schenkten ein Mann namens Starcholf und sein Sohn Hiltolf ihren Besitz in Kreuzholzhausen dem Bistum Freising. Die Urkunde wurde in Steininchiricha ausgestellt. Nicht alle Historiker sind der Meinung, dass es sich um das Steinkirchen bei Dachau handelte.
In der damaligen Zeit war ein Bauwerk aus Stein eine Sensation; so groß, dass der Ort, an dem eine Kirche aus Stein stand, „Steinkirchen“ getauft wurde.
Die Dachauer Urpfarrei lag wahrscheinlich in Steinkirchen. Gegen Ende des 13. Jahrhunderts wurde diese Pfarrei geteilt. Ein Teil wurde zur Pfarrei Dachau-St.Jakob, der andere zur Pfarrei Mitterndorf, zu der auch die bisherige Pfarrkirche Steinkirchen als Filialkirche gehörte. So verlor Steinkirchen an Bedeutung.
Ursprünglich im frühromanischen Stil erbaut, dürfte die Kirche auch als Wehrkirche gedient haben. In gotischer Zeit (um 1500) wurde die Kirche umgebaut; auch der Turm dürfte in seiner jetzigen Form aus dieser Zeit stammen. Äußerst bemerkenswert ist der alte Dachstuhl aus gebeilten Holzbalken. Sie wurden ohne Eisennägel zusammengefügt; ein Paradebeispiel alter Zimmermannskunst. Obwohl kein Friedhof vorhanden ist, liegen um die Kirche viele in der Schlacht von Austerlitz (1805) verwundete und im Dachauer Schloss gepflegte Russen und Franzosen begraben. Bei einem Transport von Kranken nach Dachau brach eine pestartige Krankheit aus, die so heftig unter den Gefangenen wütete, dass man sich nicht getraute, diese im Dachauer Friedhof zu bestatten und sie schleunigst nach Steinkirchen brachte.
Noch bis 1560 war St. Michael der Kirchenpatron. Erst 1738 wird von einer Stephanuskirche berichtet.
Seit 2013 ist das Kirchlein auch für Fotografen interessant, die Altes und Neues in einem Bild darstellen wollen. Denn seit 2013 ragt das erste Dachauer Windrad hinter dem 1000-jährigen Gebäude in den Himmel.